# 다카시마촌 (시가현)
다카시마촌(高島村)은 시가현 다카시마군에 설치되었던 촌이다. 현재의 다카시마시에 해당한다.